# قانون حفاظت از قربانیان قاچاق و خشونت (۲۰۰۰)
قانون حفاظت از قربانیان قاچاق و خشونت (۲۰۰۰) (انگلیسی: Victims of Trafficking and Violence Protection Act of 2000) یک مصوبه فدرال است که در سال ۲۰۰۰ در کنگره ایالات متحده آمریکا تصویب و پس از امضای رئیس‌جمهور کلینتون به قانون تبدیل شد. این قانون بعداً به وسیلهٔ رؤسای جمهور بوش و اوباما باز تأیید شد. این قانون حفاظت از مهاجرین فاقد مدارک قانونی که قربانی قاچاق و خشونت شدید باشند را مجاز می‌شمارد.

## تاریخچه
قانون حفاظت از قربانیان قاچاق متعاقباً در سال‌های ۲۰۰۳، ۲۰۰۶، ۲۰۰۸ تجدید شد (که بعداً بنام تصویب مجدد قانون حفاظت از قربانیان قاچاق ۲۰۰۸ ویلیام ویلبرفورس نامگذاری شد). این قانون در سال ۲۰۱۱ منقضی شد. در سال ۲۰۱۳ کل موضوع حفاظت از قربانیان قاچاق به عنوان اصلاحیه به قانون خشونت علیه زنان اضافه شد و تصویب گردید. برای دریافت و استفاده از ویزای موقت متقاضی باید واجد دو شرط باشد. اول اینکه کسی که قربانی قاچاق شده‌است باید اثبات یا اعتراف کند که قربانی نوع خشونت‌بار قاچاق شده‌است و دوم اینکه باید در محاکمه قاچاق کنندگانش مشارکت کند. این قانون شامل حال مهاجرینی که بدنبال پذیرش در ایالات متحده برای اهداف مهاجرتی دیگری هستند، نمی‌شود. از آنجا که این قانون، متقاضی را به مشارکت در محاکمه قاچاق کنندگانش ملزم می‌کند، افراد قاچاق شده ممکن است نگران انتقام‌گیری از خود و خانواده‌شان باشند؛ بنابراین نقش بسیار بازدارنده‌ای در رابطه با افرادی که به فکر تقاضانامه هستند دارد. این قانون حاوی بخش‌های است برای حمایت از افرادی که به عنوان قربانیان قاچاق انسان در وهله اول برای سوء استفاده جنسی، استفاده در کار قاچاق و اشکال مختلف کار اجباری و استثمار شناخته می‌شوند.
قانون حفاظت از قربانیان قاچاق و خشونت (۲۰۰۰) (TVPA) اجازه تأسیس اداره مانیتور و مبارزه با قاچاق انسان در وزارت خارجه ایالات متحده را صادر کرد که با دولتهای خارجی برای حفاظت قربانیان قاچاق، جلوگیری از قاچاق، و محاکمه قاچاقچی‌ها، هماهنگی می‌کند.